# Reformatio in peius
Reformatio in Peius (orthographisch auch Kleinschreibung zulässig; aus lat. reformatio „Veränderung“ und peius „das Schlechtere“; deutsche Begriffe: Verschlechterung, Verböserung) ist ein juristischer Begriff. Er bedeutet, dass
- der Verwaltungsakt einer Verwaltungsbehörde im Vorverfahren durch eine selbständige zusätzliche Beschwer belastender als der ursprüngliche Verwaltungsakt  gestaltet wird oder
- die Entscheidung eines Gerichts in der Berufung oder Revision belastender als die angegriffene Entscheidung wird.

Die gesetzliche Untersagung einer solchen Schlechterstellung wird als Verschlechterungsverbot bezeichnet.

## Deutschland

### Zivil- und Strafprozess
Im Zivilprozess ist die reformatio in peius nur zulässig, soweit die andere Partei ebenfalls ein Rechtsmittel eingelegt hat. Für die Berufung ist das Verbot der reformatio in peius in § 528 S. 2 ZPO ausdrücklich geregelt. Für die Revision ergibt sich das Verschlechterungsverbot aus § 557 Abs. 1 ZPO. Für die Rechtsbeschwerde gilt dies entsprechend nach § 577 Abs. 2 S. 1 ZPO. Für die weitere Beschwerde und die Beschwerde allgemein gilt dieses Verbot ebenfalls. Ausnahmsweise kann die reformatio in peius durch Gesetz ausdrücklich zugelassen sein (z. B. in Kostensachen nach § 63 Abs. 3 S. 1 GKG).
Im Strafprozess ist das Verbot der reformatio in peius bei Berufung (§ 331 StPO), Revision (§ 358 StPO) und Wiederaufnahme zugunsten des Verurteilten (§ 373 StPO) ausdrücklich geregelt, wenn Rechtsmittel ausschließlich zugunsten des Verurteilten eingelegt wurden. Zulässig ist die Verschlechterung zu Lasten des Beschwerdeführers bei einer Beschwerde, es sei denn, es handelt sich um Beschwerden gegen Entscheidungen, die Rechtsfolgen endgültig festsetzen und der materiellen Rechtskraft fähig sind (wie Beschlüsse über die nachträgliche Bildung einer Gesamtstrafe). Zudem ist die Anordnung der Unterbringung in einem psychiatrischen Krankenhaus oder einer Entziehungsanstalt nicht vom Verbot der reformatio in peius erfasst. Stellt die Staatsanwaltschaft einen Rechtsmittelantrag zu Gunsten des Angeklagten, ist eine reformatio unzulässig. Jedoch ist die reformatio in peius zulässig für das Urteil nach Einspruch des Angeklagten gegen einen Strafbefehl (§ 411 Abs. 4 StPO).
Durch das Verschlechterungsverbot ist der Verurteilte in Deutschland nur davor geschützt, dass das Urteil in Art und Höhe der Strafe zu seinem Nachteil geändert wird. Das Verschlechterungsverbot hindert eine Verschärfung des Schuldspruchs deshalb nicht.

### Verwaltungsverfahren und Verwaltungsprozess

#### Reformatio in Peius im Widerspruchsverfahren
Wird gegen den Verwaltungsakt einer Behörde Widerspruch eingelegt, dann wird er – wenn die Ausgangsbehörde dem Widerspruch nicht abhilft – von der Widerspruchsbehörde überprüft, die einen Widerspruchsbescheid erlässt (Zuständigkeit kraft aufschiebend bedingtem Devolutiveffekt). Unstreitig ist, dass die Ausgangsbehörde den Verwaltungsakt im Widerspruchsverfahren nicht mit einer zusätzlichen Beschwer versehen darf. Sie kann dem Widerspruch nur abhelfen. Sehr streitig ist, ob der Widerspruchsbescheid gegenüber dem Ausgangsbescheid eine zusätzliche selbständige Beschwer enthalten darf.

##### Abgrenzung zu der erstmaligen Beschwer
Wenn die Widerspruchsbehörde eine Entscheidung fällt, die für den Widerspruchsführer gegenüber der ursprünglichen Entscheidung belastender ist, kommt entweder ein Fall der reformatio in peius oder des Selbsteintritts in Betracht. Keine Verböserung liegt vor, wenn der Widerspruchsführer im Widerspruchsbescheid nicht zusätzlich, sondern in einem neuen Verwaltungsakt, der mit dem Widerspruchsbescheid verbunden sein kann, erstmals beschwert wird. Abzugrenzen ist danach, ob der Widerspruchsführer qualitativ (dann: erstmalige Beschwer) oder quantitativ (dann: zusätzliche Beschwer) zusätzlich verpflichtet wird. Bei einer erstmaligen Beschwer wird die Widerspruchsbehörde als sachlich zuständige Fachbehörde bei Gelegenheit des Widerspruchsverfahrens tätig.

##### Meinungsstand
Dazu sind folgende Aspekte zu beachten:
Nach § 88 VwGO gilt, dass das Gericht an den Antrag des Antragstellers gebunden ist. Das entspricht dem Grundsatz ne ultra petita. Daraus könnte man sachlogisch folgern, dass auch die Widerspruchsbehörde an den Widerspruch des Widerspruchsführers gebunden sei. Dann dürfte nur dem Antrag gemäß der (gegebenenfalls teilweisen) Beschwer abgeholfen werden. Dieser Ansicht steht allerdings entgegen, dass § 88 VwGO nur für Gerichtsverfahren ab dem ersten Rechtszug gilt. Das Widerspruchsverfahren unterliegt einer rechtlichen Doppelnatur, was bedeutet, dass es auch Verwaltungsverfahren ist. Das wird schon dadurch klar, dass das Widerspruchsverfahren nicht durch eine gerichtliche Spruchkammer, sondern durch eine Verwaltungsbehörde wahrgenommen wird. Selbst wenn man das Widerspruchsverfahren ausschließlich als gerichtlichen Vorschaltbehelf qualifizierte (was kaum vertretbar ist), stünde dem § 88 VwGO der § 79 Abs. 2 VwGO entgegen, der offenbar von der Möglichkeit einer Verböserung ausgeht.
Bei der Zulässigkeit einer Verböserung durch den Widerspruchsbescheid ist zu besorgen, dass der Betroffene vom Gebrauch des Widerspruchs abgeschreckt werde. Das könnte die Effektivität des Rechtsschutzes (Art. 19 Abs. 4 GG) einschränken.
Das Vertrauen des Widerspruchsführers nicht schlechter zu stehen, als er stünde, wenn er das Widerspruchsverfahren nicht eingeleitet hätte, ist nicht schutzwürdig. Ab Wirksamkeit des Verwaltungsakts hat der Adressat eine Art „Anwartschaft“ auf die zukünftige Bestandskraft des Bescheids, weil die Behörde die zukünftige Bestandskraft des Verwaltungsaktes einseitig nicht mehr verhindern kann (abgesehen von den §§ 48 f. VwVfG, die der Behörde auch nach Bestandskraft zur Verfügung stehen). Diese Position hat der Widerspruchsführer selbst aufgegeben, indem er durch Einlegung des Widerspruchs die Angelegenheit der Widerspruchsbehörde zur nochmaligen Entscheidung gegeben hat.
Die Widerspruchsbehörde hat eine umfassende Recht- und Zweckmäßigkeitskontrolle durchzuführen. Wegen der Bindung der Verwaltung an das Gesetz (Art. 20 Abs. 3 GG) muss die Widerspruchsbehörde auch die Möglichkeit haben, zulasten des Widerspruchsführers zu entscheiden.
§ 79 Abs. 2 VwGO geht zwar offenbar von der Zulässigkeit einer reformatio in peius aus; mangels Regelungszusammenhang auf Bundesebene und Gesetzgebungszuständigkeit auf Landesebene, kann § 79 Abs. 2 VwGO die Zulässigkeit der Verböserung nur insoweit regeln, als das Widerspruchsverfahren als prozessualer Vorschaltbehelf betroffen ist. Soweit das Widerspruchsverfahren ein Verwaltungsverfahren ist, ist § 79 Abs. 2 VwGO unbeachtlich. § 79 Abs. 2 VwGO regelt also nicht, ob die Widerspruchsbehörde in der Sache für den Erlass eines verböserten Widerspruchsbescheids zuständig ist. Nur wenn nach dem Verwaltungsverfahrensrecht die Widerspruchsbehörde gleichzeitig für den Erlass des betroffenen Bescheids in der Sache zuständig ist, kann sie ihn auch verbösern.
Der herrschenden Meinung gemäß regelt § 79 Abs. 2 VwGO nur die prozessualen Folgen einer Verböserung für den Fall, dass nach dem Verwaltungsverfahrensrecht eine Verböserung zulässig ist. Das ist dann der Fall, wenn die Widerspruchsbehörde in der Sache ermächtigt ist gegenüber dem Bürger tätig zu werden. Woraus sich die Zuständigkeit der Widerspruchsbehörde ergibt, in der Sache dem Bürger eine selbständige zusätzliche Beschwer aufzuerlegen, ist unterschiedlich zu beurteilen.
|                                |                              | Identität von Ausgangsbehörde und Widerspruchsbehörde | Auseinanderfallen von Ausgangsbehörde und Widerspruchsbehörde | Auseinanderfallen von Ausgangsbehörde und Widerspruchsbehörde | Auseinanderfallen von Ausgangsbehörde und Widerspruchsbehörde |
| ------------------------------ | ---------------------------- | --- | --- | --- | --- |
| Vorkommen                      | Vorkommen                    | - bei Widersprüchen gegen Verwaltungsakte von Mittelbehörden - grundsätzlich bei Widersprüchen gegen Verwaltungsakte von Selbstverwaltungskörperschaften; landesrechtliche Abweichungen sind zulässig                                                | bei Verwaltungsakten staatlicher Unterbehörden | bei Verwaltungsakten staatlicher Unterbehörden | bei Verwaltungsakten staatlicher Unterbehörden |
| Meinungsstand                  | Meinungsstand                | allgemeine Meinung | BVerwG | VGH Baden-Württemberg | VwGO-Kommentar Kopp/Schenke |
| Zulässigkeit einer Verböserung | formell: Organzuständigkeit  | kraft derselben Vorschrift betreffend die Zuständigkeit | wenn Widerspruchsbehörde zugleich Fachaufsichtbehörde der Ausgangsbehörde ist | Zuständigkeit ergibt sich aus dem aufschiebend bedingten Devolutiveffekt (§ 73 VwGO) | wenn Widerspruchsbehörde durch ein eventuelles Selbsteintrittsrecht gegenüber dem Bürger zu handeln befugt ist (in Bayern z. B. Art. 3b BayVwVfG) |
| Zulässigkeit einer Verböserung | materiell: Eingriffsbefugnis | es werden gelegentlich als Eingriffsgrundlage vergleichend die Regelungen über Widerruf und Rücknahme (§§ 48 f. VwVfG) herangezogen; vertreten wird auch, dass die Eingriffsgrundlage dieselbe sei, welche für die Ausgangsbehörde in Betracht kommt | es werden gelegentlich als Eingriffsgrundlage vergleichend die Regelungen über Widerruf und Rücknahme (§§ 48 f. VwVfG) herangezogen; vertreten wird auch, dass die Eingriffsgrundlage dieselbe sei, welche für die Ausgangsbehörde in Betracht kommt | es werden gelegentlich als Eingriffsgrundlage vergleichend die Regelungen über Widerruf und Rücknahme (§§ 48 f. VwVfG) herangezogen; vertreten wird auch, dass die Eingriffsgrundlage dieselbe sei, welche für die Ausgangsbehörde in Betracht kommt | es werden gelegentlich als Eingriffsgrundlage vergleichend die Regelungen über Widerruf und Rücknahme (§§ 48 f. VwVfG) herangezogen; vertreten wird auch, dass die Eingriffsgrundlage dieselbe sei, welche für die Ausgangsbehörde in Betracht kommt |

Die heute herrschende Auffassung folgt dem Bundesverwaltungsgericht und sieht bei Verschiedenheit von Ausgangs- und Widerspruchsbehörde die Widerspruchsbehörde dann zur Verböserung durch den Widerspruchsbescheid in der Sache zuständig, wenn sie gleichzeitig Fachaufsichtsbehörde der Ausgangsbehörde ist. Die Berechtigung, in die Rechte des Bürgers einzugreifen, ergibt sich nach umstrittener Auffassung entweder analog aus den Regeln über den Widerruf und die Rücknahme von Verwaltungsakten oder aus derselben Eingriffsgrundlage, welche für die Ausgangsbehörde in Betracht kommt.

##### Klage gegen den verböserten Widerspruchsbescheid
Gegen die reformatio in peius durch die Widerspruchsbehörde kann sich der Widerspruchsführer durch Anfechtungsklage wehren. In der Zulässigkeit bestehen folgende Besonderheiten:
- Statthafte Klageart: Es ist gemäß dem Klageantrag zu klären (§ 88 VwGO), ob der Kläger mit einer erstmaligen Beschwer (§ 79 Abs. 1 VwGO) oder mit einer zusätzlichen Beschwer durch die Widerspruchsentscheidung (§ 79 Abs. 2 VwGO) belastet wird. Im ersteren Fall ist Gegenstand der Anfechtungsklage immer der Verwaltungsakt des Widerspruchsbescheids. Im zweiten Fall kann der Kläger den Ausgangsbescheid und den Widerspruchsbescheid oder nur den Widerspruchsbescheid angreifen.
- Vorverfahren: Gegen den Widerspruchsbescheid kann kein weiterer Widerspruch eingelegt werden. Der Rechtsgedanke des § 68 Abs. 1 Nr. 2 VwGO – namentlich die Selbstkontrolle der Exekutiven – wird auch auf Fälle des § 79 Abs. 2 VwGO ausgedehnt.
- Klagegegner: Sofern der Ausgangsbescheid und der Widerspruchsbescheid angegriffen werden, ist Klagegegner der Rechtsträger derjenigen Behörde, die den Ausgangsbescheid erlassen hat. Sofern nur der Widerspruchsbescheid angegriffen wird, ist der Rechtsträger der Widerspruchsbehörde Klagegegner.

In der Begründetheit sind folgende Besonderheiten zu beachten:
- Ermächtigungsgrundlage: Zunächst ist die grundsätzliche Zulässigkeit der reformatio in peius zu erläutern, anschließend die einschlägige Ermächtigungsgrundlage. § 68ff. VwGO ermächtigen zwar in formeller Weise die Widerspruchsbehörde zur umfassenden Prüfung des Ausgangsbescheides, geben aber keine materielle Rechtsgrundlage für die Verschlechterung. Es ist streitig, was Eingriffsgrundlage in diesen Fällen ist. Nach der herrschenden Auffassung und auch der Praxis in der Rechtsprechung wird der ursprüngliche Verwaltungsakt nach § 48 aufgehoben, soweit keine spezialgesetzlichen Ermächtigungsgrundlagen zur Aufhebung von Verwaltungsakten greifen. Dies wird überwiegend damit begründet, dass § 48 dem grundsätzlichen Vertrauensschutz des Bürgers in hinreichendem Maße Rechnung trägt. Die andere Auffassung, die als Ermächtigungsnorm zur reformatio in peius auf die materiell-rechtlichen Ermächtigungsnormen des Ausgangsbescheids verweist, ist nicht zur grundsätzlich Abwägung zwischen dem Vertrauensschutz des Bürgers und dem öffentlichen Interesse an der Aufhebung rechtswidriger Verwaltungsakte geeignet.[10]
- Formelle Rechtmäßigkeit: In der Zuständigkeit ist grundsätzlich eine Abgrenzung zwischen reformatio in peius und dem Selbsteintritt vorzunehmen. Bei Selbsteintritt war der Widerspruch nur Anlass für die belastende Regelung. Die Widerspruchsbehörde erlässt einen eigenen Verwaltungsakt an Stelle der Ausgangsbehörde. Dies darf sie nur, wenn sie gesetzlich dazu ermächtigt ist (etwa weil die Ausgangsbehörde fehlerhaft oder gar nicht exekutiert) oder der von ihr erlassene Verwaltungsakt in ihrer originären Zuständigkeit liegt (die Ausgangsbehörde also zur Entscheidung gar nicht berufen war). Bei der Reformatio in Peius entscheidet die Widerspruchsbehörde innerhalb des durch den Widerspruch eröffneten Prüfungsrahmens. Die Widerspruchsbehörde ist aber für die Verschlechterung nur zuständig, wenn sie selbst Ausgangsbehörde war, oder aber die Ausgangsbehörde ihrer fachaufsichtlichen Weisung untersteht. Im Verfahren ist zu erörtern, ob vor der Verböserung eine gesonderte Anhörung erforderlich war. Dies lässt sich durch eine direkte Anwendung des § 71 VwGO bei unechter reformatio und eine Analogie bei echter reformatio begründen.
- Materielle Rechtmäßigkeit: Mit der herrschenden Meinung sind hier die Voraussetzungen der Rücknahme des Verwaltungsakts nach § 48 zu prüfen. Zusätzlich sind – da durch die reformatio in peius auch in der Sache eine neue, belastende Regelung getroffen wird – zusätzlich auch die gesetzlichen Voraussetzungen der materiellen Ermächtigungsgrundlage zu prüfen.[11]

#### Reformatio in Peius im Klageverfahren
Eine Reformatio in Peius durch Verwaltungsgerichte ist grundsätzlich unzulässig. Ausnahmsweise zulässig ist sie in folgenden Fällen:
- bei einer Widerklage (§ 89 VwGO)
- bei abweichendem Antrag eines notwendigen Streitgenossen (§ 64 VwGO)
- bei abweichendem Antrag eines notwendig Beigeladenen (§ 66 Satz 2 VwGO)
- bei Anschlussrechtsmitteln (§ 127, § 141 VwGO)
- bei Fehlen von Prozessvoraussetzungen und dennoch ergangener Entscheidung in erster Instanz kann das Rechtsmittelgericht die Ausgangsentscheidung u. U. ganz aufheben und
  - selbst entscheiden, wenn keine weitere Sachaufklärung notwendig ist, wobei Tatsachenermittlung und/oder Beweiserhebung zu den Prozessvoraussetzungen freilich zulässig ist oder
  - die Sache an das Ausgangsgericht zurückverweisen
- bei Anfechtung von Nebenbestimmungen zu Verwaltungsakten, wenn bei Aufhebung rechtswidriger Nebenbestimmungen der Grundverwaltungsakt rechtswidrig wäre
- bei der Kostenentscheidung (§§ 154 ff. VwGO), der Entscheidung zur vorläufigen Vollstreckbarkeit eines Urteils (§ 167 Abs. 1 VwGO), soweit nicht Anträge der Beteiligten hierzu erforderlich sind (Fälle der § 710 Satz 2, § 712 ZPO) und der Streitwertfestsetzung

### Finanzgerichtsprozess
Auch im Verfahren vor den Finanzgerichten darf nach Meinung des Bundesfinanzhofs nicht verbösert, also keine höhere Steuer festgesetzt werden, als in dem mit der Klage angegriffenen Steuerbescheid.

### Sozialrechtliches Verwaltungsverfahren
Der Meinungsstand im sozialrechtlichen Verwaltungsverfahren ist im Wesentlichen vergleichbar mit dem ordentlichen Verwaltungsverfahren. Auch hier vertritt die herrschende Meinung, dass eine reformatio in peius grundsätzlich zulässig ist.
Die Ermächtigungsgrundlage für die Rücknahme des Ausgangsbescheids ist § 45 SGB X. Im Unterschied zu § 48 VwVfG enthält diese Vorschrift weitaus mehr Regelungen zum Vertrauensschutz und hat eine andere Systematik im Prüfungsaufbau.

### Arbeitsgerichtsprozess
Im Verfahren vor den Arbeitsgerichten gelten über die Verweisung in § 46 Abs. 2 Satz 1 ArbGG die gleichen Grundsätze wie allgemein im Zivilprozess.

### Patentverfahren
Im Beschwerdeverfahren dürfen grundsätzlich nur Widerrufsgründe geprüft werden, die Gegenstand der ersten Instanz waren. Die Missachtung dieser begrenzten Anfallwirkung würde zu einem Verstoß gegen den im Rechtsmittelrecht geltenden Grundsatz des Verschlechterungsverbots (reformatio in peius) führen.
Nach einer Grundsatzentscheidung des Bundesgerichtshofs kann das Deutsche Patentamt jedoch aus prozessökonomischen Gründen nach pflichtgemäßem Ermessen anstelle dieser Gründe oder zusätzlich von Amts wegen oder mit Einverständnis des Patentinhabers analog § 263 ZPO auch weitere Widerrufsgründe nach § 21 PatG in das Verfahren einbeziehen und gegebenenfalls zur Grundlage eines Widerrufs machen. Das gilt insbesondere, wenn Dritte nach Ablauf der Einspruchsfrist als Einsprechende dem Einspruchsverfahren beitreten (§ 59 Abs. 2 PatG).
Das Bundespatentgericht hingegen hat keine Verfügungsbefugnis über das Beschwerdeverfahren. Es darf deshalb eine Entscheidung im Rechtsmittelverfahren gem. § 99 PatG, §§ 308, 528, 557 ZPO wie ein Zivilgericht nur insoweit abändern, als eine Änderung beantragt ist. Es darf dem Beschwerdeführer auch nicht mehr zuerkennen, als dieser beantragt.
Für die Beschwerde gegen Entscheidungen des Europäischen Patentamts gelten nach dem Europäischen Patentübereinkommen (EPÜ) eigene Regeln.
Ist der Patentinhaber der alleinige Beschwerdeführer gegen eine Zwischenentscheidung über die Aufrechterhaltung des Patents in geändertem Umfang, so kann weder die Beschwerdekammer noch der nicht beschwerdeführende Einsprechende die Fassung des Patents gemäß der Zwischenentscheidung in Frage stellen. Ist der Einsprechende der alleinige Beschwerdeführer, so ist der Patentinhaber primär darauf beschränkt, das Patent in der Fassung zu verteidigen, die die Einspruchsabteilung ihrer Zwischenentscheidung zugrunde gelegt hat. Änderungen, die der Patentinhaber selber vorschlägt, können von der Beschwerdekammer abgelehnt werden, wenn sie weder sachdienlich noch erforderlich sind. In einer weiteren Entscheidung entschied die Große Beschwerdekammer, eine reformatio in peius sei aufgrund des Fehlens einer Bestimmung zur Anschlussbeschwerde nach dem EPÜ nicht völlig ausgeschlossen, weil sie der Vermeidung unnötiger Streitigkeiten dienen könne und gleichzeitig den Anspruch der Beteiligten auf rechtliches Gehör befriedige.

## Österreich
In Österreich bezieht sich das Verbot der reformatio in peius stets auf ein vom Beschuldigten eingebrachtes Rechtsmittel. Ein solches darf die Ausgangsposition des Beschuldigten nie verschlechtern. Erhebt hingegen die Gegenpartei (Bsp. Staatsanwaltschaft im Strafverfahren) ein Rechtsmittel, so kann die Strafe sehr wohl erhöht werden.
Steuerrecht:
Im österreichischen Steuerrecht bedeutet das Verschlechterungsverbot, dass keine Schlechterstellung durch eine oberstgerichtliche Rechtsauslegung in der steuerlichen Auswirkung eintreten darf.
Das Verschlechterungsverbot des § 117 der Bundesabgabenordnung (BAO) wurde vom Verfassungsgerichtshof als verfassungswidrig aufgehoben.
Strafrecht:
Im Strafverfahren ist die reformatio in peius in § 16 StPO explizit untersagt, wenn ein Rechtsmittel nur zu Gunsten des Angeklagten erhoben wird.
Verwaltungsstrafrecht:
Im Verwaltungsstrafverfahren muss grundsätzlich zwischen einem ordentlichen Verfahren und den abgekürzten Verfahren des VStG unterschieden werden.
Ordentliches Verfahren gem. §§ 40ff VStG:
Wird eine Strafe im ordentlichen Verfahren (Straferkenntnis) durch den Beschuldigten vor den Landesverwaltungsgerichten angefochten, so ist eine reformatio in peius gemäß § 42 VwGVG untersagt, wenn das Rechtsmittel vom Beschuldigten oder zu seinen Gunsten erhoben wird.
Abgekürztes Verfahren gem. §§ 47ff VStG:
Nicht in allen Arten des abgekürzten Verfahrens ist das Verschlechterungsverbot verankert.
Bei Strafverfügungen ist ein Verschlechterungsverbot in § 49 Abs. 2 VStG explizit angeführt.
Bei Anonymverfügungen nach § 49a VStG und Organstrafverfügungen nach § 50 VStG sind keine Rechtsmittel vorgesehen. Ein Nichtbezahlen der vorgeschriebenen Geldleistung führt zu einer Strafverfügung oder der Einleitung des ordentlichen Verfahrens. In beiden Fällen ist die Verhängung einer höheren Strafe zulässig.
Zivilverfahren:
Im Rechtsmittelverfahren prüft das Gericht 2. Instanz die Entscheidung des Erstgerichtes nur innerhalb der Grenzen der Anfechtungsanträge (§ 462 Abs. 1 ZPO). Das Obergericht darf die Entscheidung nicht weiter abändern als beantragt. Daher kann dem Rechtsmittelwerber nichts Schlimmeres passieren, als dass sein Rechtsmittel abgewiesen wird. Dies gilt nicht, wenn beide beschwerten Parteien (Kläger und Beklagter) ein Rechtsmittel einlegen. In diesem Fall verschlechtert der Erfolg des einen Rechtsmittelwerbers selbsttätig die Rechtsposition des anderen.

## Schweiz
Im Zivilprozess gilt das Verbot der reformatio in peius. Es ist Ausfluss der Dispositionsmaxime. Durchbrochen wird dieses Prinzip bei Geltung der Offizialmaxime (Streitigkeiten betreffend Kindesunterhaltszahlungen) oder wenn die Gegenpartei eine Anschlussberufung stellte gemäß Art. 313 E ZPO. Es gilt ebenso im Strafprozess (Art. 391 Abs. 1 StPO).
Im Militärstrafprozess folgt auf eine Einsprache gegen ein Strafmandat ein ordentliches Verfahren vor einem Militärgericht, in welchem eine reformatio in peius zulässig ist.